# Équipe du Zimbabwe de rugby à XV
Ne doit pas être confondu avec Équipe de Rhodésie de rugby à XV.
L’équipe du Zimbabwe de rugby à XV rassemble les meilleurs joueurs zimbabwéens de rugby à XV. Le Zimbabwe dispute chaque année la Coupe d'Afrique.

## Histoire

### Équipe mixte de Rhodésie du Nord et du Sud

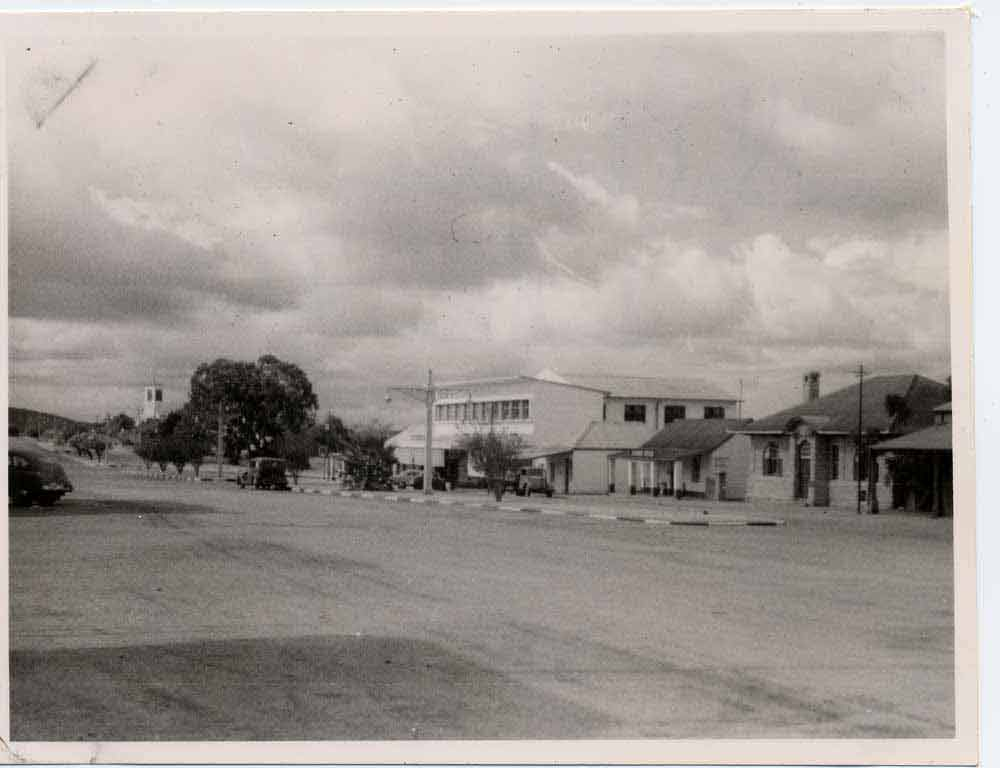
Fort Victoria, où les premiers matchs de rugby ont lieu en Rhodésie.

Avant sa première déclaration d'indépendance reconnue en 1965, le territoire du Zimbabwe correspondait à celui du territoire britannique de la Rhodésie du Sud.
Rassemblant les joueurs sud-rhodésiens et nord-rhodésiens depuis 1898,, l'équipe de Rhodésie est l'une des rares équipes à avoir battu les All Blacks, le 27 juillet 1949 sur le score 10 à 8,. Durant son histoire, elle accueille occasionnellement les équipes européennes et australasiennes en tournée en Afrique du Sud, la Rhodésie affrontant les sélections en test match.

### Sélection indépendante depuis 1965
Historiquement, l'héritage du rugby rhodésien est rattaché à celui du Zimbabwe, la Rhodésie du Nord ayant entre-temps acquis son indépendance en tant que Zambie. La Rhodésie du Sud devient formellement la Rhodésie à l'occasion de sa première déclaration d'indépendance de 1965.
En 1973, l'équipe atteint les demi-finales de la Currie Cup, son meilleur résultat depuis sa première participation en 1908.
Dans un premier temps non-reconnu, le pays accède officiellement à son indépendance en 1980 et devient le Zimbabwe. À cette occasion, l'équipe quitte le giron du rugby sud-africain, et ne participe plus de fait à la Currie Cup.
En 1987, le Zimbabwe est invité à participer à l'édition inaugurale de la Coupe du monde. Il se qualifie quatre ans plus tard pour la deuxième édition, en 1991.
Après avoir gagné la coupe d'Afrique 2025, le Zimbabwe se qualifie pour la coupe du monde 2027.

## Palmarès
- Coupe du monde
  - 1987 : poule du 1er tour
  - 1991 : poule du 1er tour
  - 1995 : pas qualifié
  - 1999 : pas qualifié
  - 2003 : pas qualifié
  - 2007 : pas qualifié
  - 2011 : pas qualifié
  - 2015 : pas qualifié
  - 2019 : pas qualifié.
  - 2023 : pas qualifié.
  - 2027 : qualifié.

| Adversaires | Éditions   | Rencontres | Victoires | Nuls | Défaites | Victoires (%) |
| ----------- | ---------- | ---------- | --------- | ---- | -------- | ------------- |
| Roumanie    | 1987       | 1          | 0         | 0    | 1        | 0,00          |
| Écosse      | 1987, 1991 | 2          | 0         | 0    | 2        | 0,00          |
| France      | 1987       | 1          | 0         | 0    | 1        | 0,00          |
| Irlande     | 1991       | 1          | 0         | 0    | 1        | 0,00          |
| Japon       | 1991       | 1          | 0         | 0    | 1        | 0,00          |
| Total       | –          | 6          | 0         | 0    | 6        | 0,00          |

- Coupe d'Afrique (3)
  - 2010 : vainqueur de la Poule C
  - 2011 : vainqueur de la division 1B
  - 2012 : champion
  - 2013: finaliste
  - 2014 : 2e
  - 2015 : 2e
  - 2016 : 4e
  - 2017 : 5e
  - 2018 : 5e
  - 2019-2020 : annulé en raison de la pandémie de Covid-19.
  - 2021-2022 : 4e
  - 2024: champion
  - 2025: champion

- Coupe Victoria (2)
  - Vainqueur en 2011 et 2019.

## Personnalités

### Joueurs emblématiques
- Brendon Dawson, joueur de 2007 à 2015, il a été dans l'encadrement de l'équipe nationale à plusieurs reprises par la suite ;
- Malcolm Jellicoe, capitaine lors de la Coupe du monde 1987 ;
- Kennedy et Richard Tsimba, qui ont été introduits au Temple de la renommée World Rugby en 2012.

### Entraîneurs
| Entraîneur          | Mandat      |
| ------------------- | ----------- |
| Brian Murphy        | 1987        |
| Iain Buchanan       | 1991        |
| Christopher Lampard | ???? - 2007 |
| Brendon Dawson      | 2007 - 2015 |
| Cyprian Mandenge    | 2015 - 2018 |
| Peter de Villiers   | 2018 - 2019 |
| Brendon Dawson      | 2019 -      |

### Zimbabwéens ayant joué pour d’autres nations
- Bobby Skinstad - Afrique du Sud
- Tendai Mtawarira - Afrique du Sud
- Tonderai Chavhanga - Afrique du Sud
- Gary Teichmann - Afrique du Sud
- Ray Mordt - Afrique du Sud
- Brian Mujati - Afrique du Sud
- Don Armand - Angleterre
- David Pocock - Australie
- Kyle Godwin - Australie
- Takudzwa Ngwenya - États-Unis
- David Denton - Écosse
- Sebastian Negri - Italie